# Geesteren
Geesteren (52° 25′ N, 6° 44′ L) é uma cidade dos Países Baixos, na província de Overijssel. Geesteren pertence ao município de Tubbergen, e está situada a 9 km, a nordeste de Almelo.
Em 2001, a cidade de Geesteren tinha 2080 habitantes. A área urbana da cidade é de 0.50 km², e tem 737 residências. 
A área de Geesteren, que também inclui as partes periféricas da cidade, bem como a zona rural circundante, tem uma população estimada em 4230 habitantes.